# Gilbert (Entre Ríos)
Gilbert é um município da província de Entre Ríos, na Argentina.